# Karma (album Kamelot)
Karma – piąty album studyjny amerykańskiego zespołu powermetalowego Kamelot, wydany w 2001 roku przez wytwórnię Sanctuary Records.
Trylogia "Elizabeth" (utwory 10-12) jest oparta na historii i śpiewana z perspektywy Elżbiety Batory, księżnej węgierskiej, znanej jako Krwawa Hrabina z Čachtic ze względu na zwyczaj kąpania się we krwi dziewic i jej sług.

## Twórcy
- Roy Khan - śpiew
- Thomas Youngblood - gitara
- Glenn Barry - gitara basowa
- Casey Grillo - perkusja

### Gościnnie
- Miro (Michael Rodenberg) - instrumenty klawiszowe i aranżacja orkiestrowa
- Sascha Paeth - dodatkowe gitary
- Farouk Asjadi - shakuhachi
- Liv Nina Mosven - śpiew operowy w utworach "Requiem for the Innocent" i "Fall From Grace"
- Olaf Hayer, Cinzia Rizzo, Robert Hunecke-Rizzo i Miro - chórki
- Kwartet smyczkowy:
  - Tobias Rempe - pierwsze skrzypce
  - Corinna Guthmann - drugie skrzypce
  - Marie-Theres Stumpf - altówka
  - Patrick Sepec - wiolonczela

## Lista utworów
1. "Regalis Apertura" – 1:57 (instrumentalny)
2. "Forever" – 4:07
3. "Wings of Despair" – 4:32
4. "The Spell" – 4:20
5. "Don't You Cry" – 4:18 (dedykowany pamięci Thomasa Youngblooda seniora)
6. "Karma" – 5:12
7. "The Light I Shine on You" – 4:15
8. "Temples of Gold" – 4:11
9. "Across the Highlands" – 3:46
10. "Elizabeth: I - Mirror Mirror" – 4:22
11. "Elizabeth: II - Requiem for the Innocent" – 3:46
12. "Elizabeth: III - Fall From Grace" – 11:01 (utwór trwa do 4:15, potem cisza)